# Campionat d'Espanya de trial 1986
La temporada de 1986 del Campionat d'Espanya de trial fou la 19a edició d'aquest campionat, organitzat per la Reial Federació Motociclista Espanyola. El calendari oficial constava de 8 proves puntuables.

## Classificació final
Font:
| Posició | Pilot           | Motocicleta | Punts |
| ------- | --------------- | ----------- | ----- |
| 1       | Jordi Tarrés    | Beta        | 132   |
| 2       | Gabino Renales  | Gas Gas     | 130   |
| 3       | Andreu Codina   | Montesa     | 112   |
| 4       | Lluís Gallach   | Montesa     | 107   |
| 5       | Joan Freixas    | Merlin      | 91    |
| 6       | Jorge Arjones   | Merlin      | 88    |
| 7       | Salvador Garcia | Mecatecno   | 70    |
| 8       | Ronald Garcia   | Mecatecno   | 61    |
| 9       | Òscar Giró      | Montesa     | 36    |
| 10      | Carles Casas    | Montesa     | 35    |

## Categories inferiors
| Categoria     | Guanyador   | Motocicleta |
| ------------- | ----------- | ----------- |
| Júnior        | Amós Bilbao | Montesa     |
| Juvenil 125cc | Xavier Puig | Merlin      |